# Athlone
Athlone (en irlandais Baile Átha Luain, c'est-à-dire : « la ville du gué de Luan ») est une ville d'Irlande.
La ville est à cheval sur deux comtés et deux provinces. Les quartiers ouest de la ville sont situés sur le territoire du comté de Roscommon, dans le Connacht mais la ville est entièrement administrée par le comté de Westmeath, dans le Leinster. Avec une population de 21 349 selon le recensement de 2016, Athlone est par la taille la deuxième ville de la région des Midlands.

## Géographie
Athlone est située sur la rivière Shannon, à l’extrémité sud du Lough Ree, à approximativement 130 km à l’ouest de Dublin. Elle se trouve à proximité du centre géographie de l’île d’Irlande.

## Histoire
Au cœur de l’histoire d’Athlone se trouve son château. Son histoire remonte à l’Antiquité. La ville s’est construite à un emplacement hautement stratégique : au sud le Shannon ne peut être traversé avant Clonmacnoise et au nord se trouve le Lough Ree.
En 1001, Brian Boru s’empara de la ville en arrivant par voie fluviale.
Un pont fut construit au XIIe siècle approximativement à 100 mètres au sud du pont actuel. Afin de le protéger un fort fut construit sur la rive ouest par Turloch Mor O Conor. Le fort et le pont furent continuellement attaqués au cours du XIIe siècle. À la fin du siècle les Anglo-Normands construisirent une motte castrale dans la ville. La motte était surmontée d’une construction en pierre élevée en 1210 par John Gray. Le donjon actuel date de cette époque là. Le reste du château initial a été totalement détruit pendant de siège puis reconstruit et agrandi.
Les bâtiments actuels ont été construits pour se prévenir d’une attaque d’une flotte française remontant le Shannon. Le château fut ensuite partiellement détruit par la foudre tombée sur le dépôt de munitions.

## Infrastructures
Athlone se situe à peu près à mi-distance de Galway et de Dublin et est reliée à ces deux villes par l'autoroute M6 inaugurée en décembre 2009. Le contournement de la ville, qui n'a pas le statut d'autoroute a été rénové en 2011.
Athlone est également située sur la ligne de chemin de fer Dublin Heuston - Galway/Westport. Le site de la gare ferroviaire est également une gare routière desservie par la compagnie nationale Bus Eireann. D'autres lignes de bus privées comme CityLink desservent de même Athlone sur la liaison Dublin - Galway.
Athlone, qui est scindée en deux par le fleuve Shannon, possède 3 ponts du sud au nord :
- Custume bridge au centre-ville (voitures, piétons).
- Le pont ferroviaire.
- Le pont autoroutier de la M6.

## Musique, théâtre et culture
Il y a trois théâtres à Athlone, The Dean Crowe Theatre and Arts Centre, The Little Theatre et le Passionfruit Theatre.
Le RTÉ All-Ireland Drama Festival a lieu chaque année à Athlone, et réunit 9 troupes amateurs de toute l'Irlande. Le festival donne lieu également à du théâtre de rue, des expositions d'art, des ateliers et des événements pour les plus jeunes.
Le comte John McCormack est né à Athlone et un festival annuel célèbre ce ténor connu mondialement.
L'école de musique d'Athlone a ouvert en octobre 2005, et ce projet a pour but de développer l'éducation musicale dans la région des Midlands.
Athlone a accueilli le Fleadh Cheoil en 1953.

## Lieux et monuments

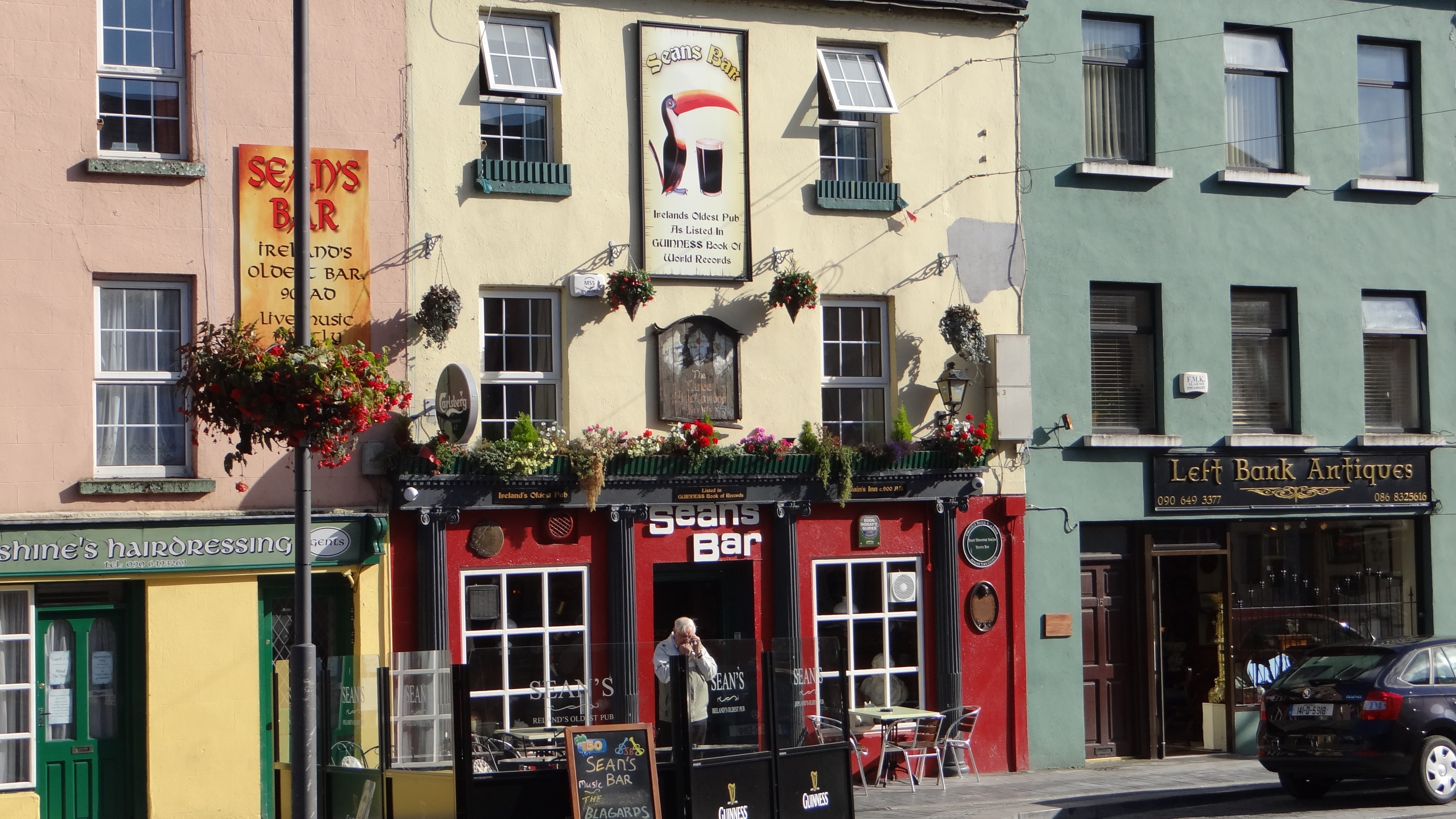
Le Sean's Bar.

- le Sean's Bar, inscrit dans le Livre Guinness des records comme le plus vieux pub en Irlande.

## Personnalités liées
- Anna Gaynor, en religion Mère Mary John (1826-1899), née à Athlone, première supérieure de l'hospice de Notre-Dame, Harold's Cross, à Dublin.

## Jumelages
- Châteaubriant (France) depuis 1995

En 2010, le comité de jumelage d'Athlone s'est rendu en France à Châteaubriant pour fêter cet événement.
En 2011, c'est le comité de jumelage de Châteaubriant qui a fait le voyage pour les 16 ans. Un arbre a été planté en l'honneur de ce jumelage.